# Геллау
Геллау (нід. Hellouw) — село в нідерландській провінції Гелдерланд. Входить до муніципалітету Вест-Бетюве. Перша згадка про населений пункт датується 850-им роком.

## Галерея

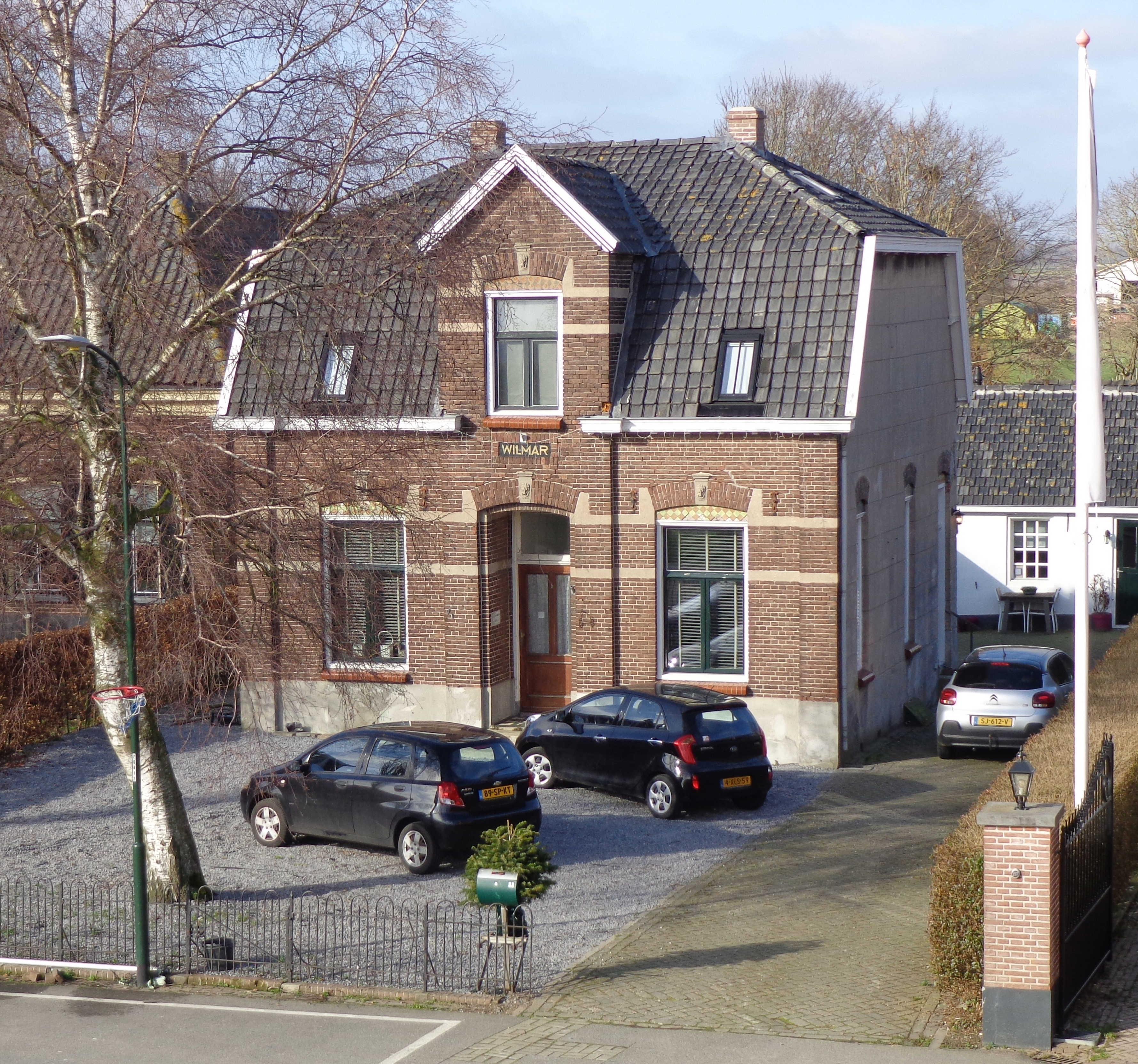
Сільське місто
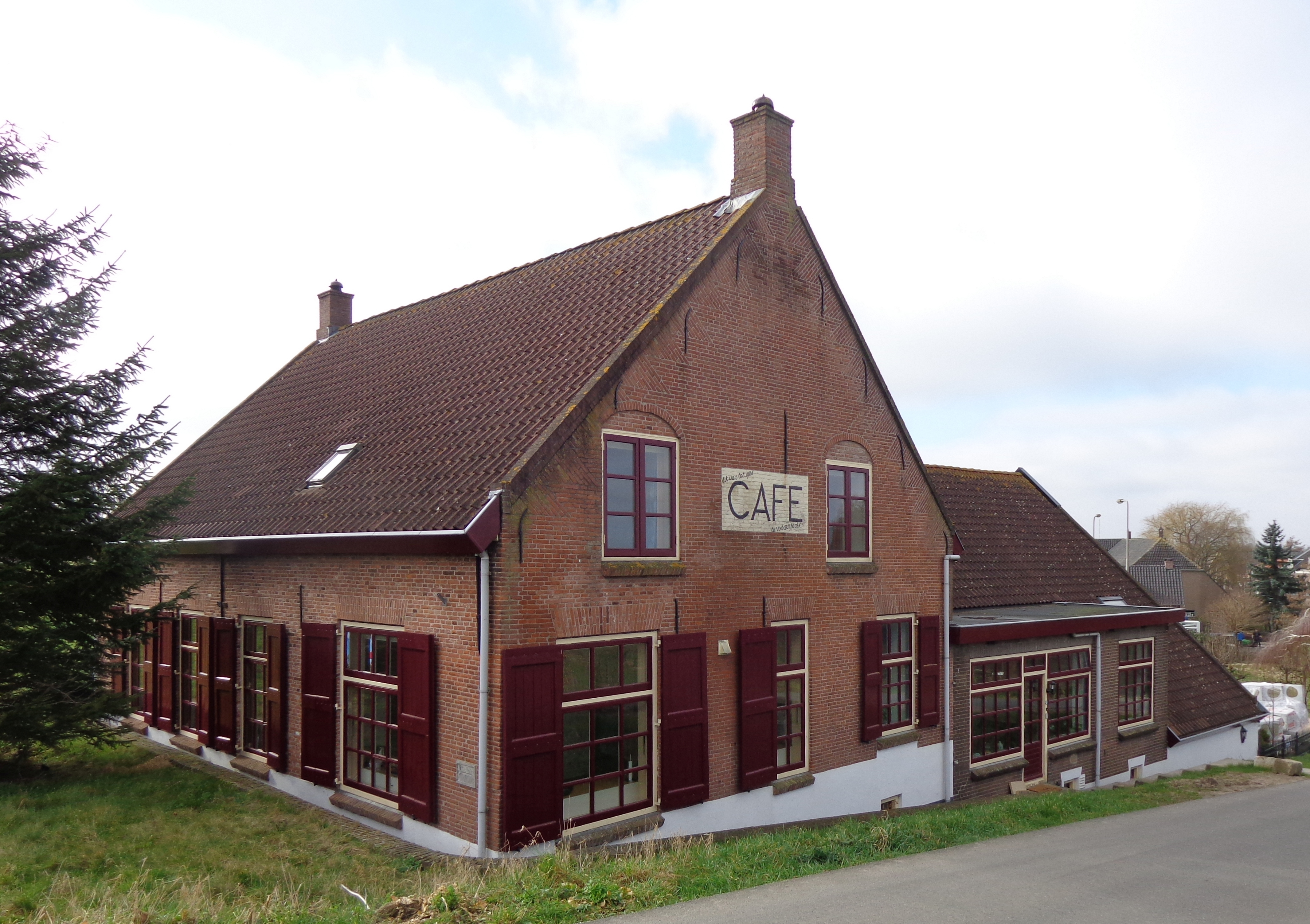
Кафе у Геллау